# Formerie
Formerie är en kommun i departementet Oise i regionen Hauts-de-France i norra Frankrike. Kommunen ligger i kantonen Formerie som tillhör arrondissementet Beauvais. År 2022 hade Formerie 2 101 invånare.

## Befolkningsutveckling
Antalet invånare i kommunen Formerie
| Referens: INSEE |